# 12 Canis Majoris
12 Canis Majoris (12 CMa), indicata HK Canis Majoris (HK CMa) nella nomenclatura delle stelle variabili, è una stella della costellazione del Cane Maggiore di magnitudine +6,07, distante 787 anni luce dal sistema solare.
Classificata come Variabile Alpha2 Canum Venaticorum, è una gigante blu che varia la sua luminosità tra magnitudine 6,06 e 6,09 in un periodo di 2,18 giorni: al massimo della luminosità è quindi al minimo della visibilità ad occhio nudo.

## Osservazione
Si tratta di una stella situata nell'emisfero celeste australe; grazie alla sua posizione non fortemente australe, può essere osservata dalla gran parte delle regioni della Terra, sebbene gli osservatori dell'emisfero sud siano più avvantaggiati. Nei pressi dell'Antartide appare circumpolare, mentre resta sempre invisibile solo in prossimità del circolo polare artico. Essendo di magnitudine pari a 6,07, non è osservabile ad occhio nudo; per poterla scorgere è sufficiente comunque anche un binocolo di piccole dimensioni, a patto di avere a disposizione un cielo buio. Sebbene appaia assai prossima all'ammasso aperto M41, non vi appartiene.
Il periodo migliore per la sua osservazione nel cielo serale ricade nei mesi compresi fra dicembre e maggio; da entrambi gli emisferi il periodo di visibilità rimane indicativamente lo stesso, grazie alla posizione della stella non lontana dall'equatore celeste.